# 加布森
加布森（德語：Garbsen，發音：[ˈɡaʁpsn̩] ⓘ）是德国下萨克森州汉诺威地区的城市，面积79.49平方千米，2023年12月31日人口为61,594人。

## 友好城市
加布森与以下城市结为友好城市：
- 英格兰 巴西特劳（英语：Bassetlaw District）
- 美国 法默斯布兰奇（英语：Farmers Branch, Texas）
- 法國 埃鲁维尔圣克莱尔
- 德国 易北河畔舍讷贝克
- 波蘭 弗熱希尼亞